# George Bucci
George P. Bucci Jr. (Cornwall, 9 luglio 1953) è un ex cestista ed ex giocatore di baseball statunitense con cittadinanza italiana, noto in Italia per la sua lunga esperienza nel campionato italiano.

## Carriera
Soprannominato The King (in inglese: il re), appena uscito dal college di Manhattan venne scelto dai Buffalo Braves al draft NBA 1975, ma optò per giocare nei New York Nets, nella ABA dove, seppur giocando poco, si aggiudicò il titolo del 1976.

Bucci alla Mens Sana Siena nel 1978

Nel 1977 giunse nel campionato italiano ingaggiato dalla Mens Sana Siena, squadra militante in Serie A2. Alla sua prima stagione senese trascinò i biancoverdi alla promozione in Serie A1 con i suoi 26,6 punti di media. L'anno seguente, al suo primo anno nella massima serie italiana, contribuì al raggiungimento dei play-off con 23,2 punti a partita. Nella stagione 1979-80 il club senese chiuse al nono posto, mentre l'apporto di Bucci fu di 22,6 punti a gara.
In vista del campionato 1980-81, la dirigenza toscana scelse di non confermarlo, preferendo tesserare come straniero il centro Arvid Kramer oltre all'ala grande Aaron James. Questa decisione fu aspramente criticata dalla piazza.
"Ercolino" – questo il soprannome datogli – tornò a giocare per la Mens Sana un anno dopo, ma la squadra nel frattempo era retrocessa in Serie A2 al termine della stagione in cui egli era assente. Il 21 febbraio 1982, in occasione della trasferta di Trieste, Bucci saltò per un problema al polso la sua prima partita da quando arrivò a Siena: collezionò infatti 116 presenze consecutive senza saltare una gara. Quell'anno terminò con 26,2 punti di media. Ebbe poi una stagione da 22,3 punti a partita, seguita da un'annata da 23,5 punti con il 58,9% al tiro (all'epoca non esisteva ancora il tiro da tre punti). Proprio nel corso di quella stagione, il 4 dicembre 1983 contro Perugia, Bucci segnò 48 punti con 18/26 al tiro e 12/15 ai liberi, andando a stabilire il nuovo primato di punti segnati in una singola partita da un giocatore della Mens Sana.
Nel 1984-1985 lascia Siena per approdare a Bologna. Tuttavia, al fine di ottenere lo status di giocatore italiano a tutti gli effetti, per il quale all'epoca era richiesta una stagione da dilettante, nel 1984-1985 Bucci giocò un'annata con l'Ellepi Irnerio, squadra bolognese del campionato di Promozione sponsorizzata dal presidente della Fortitudo.
Un anno più tardi, conseguito lo status di italiano, entrò ufficialmente a far parte della Fortitudo Bologna. La squadra centrò subito la promozione in Serie A1, salvo poi tornare in A2 dopo una sola stagione e risalire nuovamente in A1 al primo tentativo. Bucci rimase alla "effe" per cinque stagioni, durante le quali si impose come miglior realizzatore della storia del club con i suoi 3.089 punti che furono superati solo da Carlton Myers alcuni anni dopo. Il suo ultimo anno fortitudino, concluso con la retrocessione dalla A1 alla A2, lo vide realizzare 20,1 punti di media all'età di 36 anni.
Successivamente trascorse una stagione a Montecatini in A2, prima di chiudere la carriera con un altro anno (complessivamente il settimo) alla Mens Sana Siena, nel quale egli viaggiò a 8,1 punti di media. All'ultima giornata, Siena espugnò Roma trovando una vittoria fondamentale in chiave salvezza grazie anche ai 18 punti di Bucci (che tirò con 6/7 da due e 1/1 da tre), ma il risultato fu vanificato dalla contemporanea vittoria di Trapani su Pesaro che condannò i senesi alla A2.

## Curiosità
- il suo numero di gioco era l'11;
- il figlio Ryan giocò a basket in Italia e disputò la Legadue con Soresina e Barcellona Pozzo di Gotto.[11]

## Palmarès
- Campionato ABA: 1

New York Nets: 1976